# فرودگاه شهری ایکن
فرودگاه شهری ایکن (به انگلیسی: Aiken Municipal Airport) یک فرودگاه همگانی ۴۳۹۰۰ با کد یاتا AIK است. این فرودگاه در کشور ایالات متحده آمریکا قرار دارد و در ارتفاع ۱۶۱ متری از سطح دریا واقع شده‌است.